# 자연수

수학에서 자연수(自然數, 영어: natural number)는 수를 셀 때나 순서를 매길 때 사용되는 수다. 양의 정수(陽-整數, 영어: positive integer) 1, 2, 3, ...로 정의되거나, 음이 아닌 정수(陰-整數, 영어: non-negative integer) 0, 1, 2, 3, ...로 정의된다. 범자연수(汎自然數, 문화어: 옹근수(-數), 완수(完數), 영어: whole number)라는 용어는 첫째 정의를 택할 경우에 음이 아닌 정수를 가리키는 데 사용되며, 이에 대응하는 문화어와 영어는 둘째 정의를 택할 경우에 정수를 가리키는 데 사용된다. 자연수의 집합은 대문자 N을 써서 표기하며, 보통 칠판 볼드체 ℕ를 사용한다.
약수 관계나 소수 분포를 비롯한 자연수의 성질들은 수론의 연구 대상이며, 분할이나 계수를 비롯한 자연수의 문제들은 조합론의 연구 대상이다. 자연수는 많은 연산에 대하여 닫혀있지 않다. 정수는 자연수를 뺄셈에 대하여 닫혀있도록 확장하여 얻는 수 체계이며, 유리수는 자연수를 추가로 나눗셈에 대하여 닫혀있도록 확장한 수 체계이다. 실수는 추가로 코시 수열의 극한에 대하여 닫혀있도록 확장한 것이며, 복소수는 추가로 다항식의 근에 대하여 닫혀있도록 확장한 것이다.  하나하나가 유한하지만, 무한 집합을 이룬다. 자연수의 집합은 "가장 작은 크기"의 무한 집합이며, 자연수와 크기가 같은 집합을 가산 무한 집합이라고 한다.
자연수가 만족시켜야 하는 일련의 공리들을 제시하여 자연수를 일종의 무정의 개념으로 간주할 수 있으며, 이러한 자연수의 공리들이 이루는 체계 가운데 가장 자주 사용되는 하나는 페아노 공리계이다. 수리논리학에서 이는 자연수의 이론에 해당된다. 자연수를 특별한 집합으로서 간주하여 다룰 수도 있는데, 이 경우 보통 자연수의 집합은 최소 재귀 집합으로 정의된다. 수리논리학에서 이는 자연수의 모형에 해당된다.
자연수의 수를 세는 역할을 일반화하면 기수의 개념을 얻으며, 자연수의 순서를 매기는 기능을 일반화하면 순서수의 개념을 얻는다. 자연수의 집합의 대수적 성질을 일반화하면 반환의 개념을 얻는다. 특히 자연수는 많은 스포츠 점수 같은 경기나 게임에 사용될수 있으며 우리가 가장 흔히 보는 수로도 볼 수 있다.

## 정의

### 공리적 정의 (페아노 공리계)
가장 통용되는 자연수 이론인 페아노 공리계는 상수 {\displaystyle 0\in \mathbb {N} } 및 함수 {\displaystyle s\colon \mathbb {N} \to \mathbb {N} }에 대한 다음과 같은 공리들로 이루어진 1차 논리 이론이다.
- 임의의 자연수 {\displaystyle x}에 대하여, {\displaystyle s(x)\neq 0}
- ({\displaystyle s}는 단사 함수) 임의의 자연수 {\displaystyle x,y}에 대하여, {\displaystyle s(x)=s(y)}이면 {\displaystyle x=y}
- (1차 수학적 귀납법) 자연수의 성질 {\displaystyle P}가 주어졌을 때, 만약 {\displaystyle P(0)}이 참이며, {\displaystyle P(n)}이 참일 때 {\displaystyle P(s(n))}도 참이라면, {\displaystyle P(n)}은 모든 자연수 {\displaystyle n}에 대하여 참이다.

셋째 조건은 하나의 공리가 아니며, 각 자연수의 성질 {\displaystyle P}에 대응하는 무한히 많은 수의 공리로 이루어진다. 이를 자연수의 성질에 전칭을 가하여 하나의 2차 논리의 논리식로 대체하면, 2차 페아노 공리계를 얻으며, 이는 보다 더 강한 공리계이다.

### 집합론적 정의 (폰 노이만)
자연수 이론의 한 가지 모형 {\displaystyle (\mathbb {N} ,0,s)}을 체르멜로-프렝켈 집합론에서 구체적으로 다음과 같이 구성할 수 있다.
{\displaystyle 0=\varnothing }
{\displaystyle s(x)=x\cup \{x\}}
{\displaystyle \mathbb {N} =\bigcap _{I\colon 0\in I\supseteq s(I)}I}
이 경우, 각 자연수는 그보다 작은 자연수들의 집합이다. 예를 들어, 처음 몇 자연수는 다음과 같다.
{\displaystyle 0=\varnothing }
{\displaystyle 1=\{0\}=\{\varnothing \}}
{\displaystyle 2=\{0,1\}=\{\varnothing ,\{\varnothing \}\}}
{\displaystyle 3=\{0,1,2\}=\{\varnothing ,\{\varnothing \},\{\varnothing ,\{\varnothing \}\}\}}
이는 1차 페아노 공리계의 표준적인 모형이다. 표준적인 자연수는 2차 수학적 귀납법도 만족시킨다. 그러나, 표준적인 모형과 동형이 아닌, 1차 페아노 공리계의 비표준적인 모형이 존재하며, 이는 표준적인 모형과 기본 동치가 아닐 수 있다. 반면, 2차 페아노 공리계의 모든 모형은 표준적인 자연수와 동형이다.

### 집합론적 정의 (프레게와 러셀)
고유 모임이 허용되는 집합론의 경우, 자연수를 유한 집합의 대등 관계에 대한 동치류로서 정의할 수 있다. 즉, 각 자연수는 그 자연수를 원소 개수로 하는 집합들의 모임이다. 즉, 이는 다음과 같다.
{\displaystyle 0=\{\varnothing \}}
{\displaystyle s(x)=\{y\cup \{z\}\colon y\in x,\;z\not \in y\}}
{\displaystyle \mathbb {N} =\bigcap _{I\colon 0\in I\supseteq s(I)}I}
그러나, 이러한 구성은 고유 모임을 사용하므로, 분류 공리꼴을 만족시키는 집합론에서 사용할 수 없다.

## 성질
자연수의 집합은 가환 순서 반환을 이룬다.

### 수학적 귀납법
자연수의 집합 {\displaystyle \mathbb {N} }의 정의에 따라, 수학적 귀납법이 성립한다. 즉, 다음과 같은 꼴의 명제를 수학적 귀납법을 통해 증명할 수 있다.
- 임의의 자연수 {\displaystyle n\in \mathbb {N} }에 대하여, {\displaystyle n}은 성질 {\displaystyle S}를 만족시킨다.

여기서 {\displaystyle S}는 주어진 성질이며, 자연수 부분 집합 {\displaystyle S\subseteq \mathbb {N} }으로 간주할 수 있다. 이 명제를 증명하려면 다음 두 가지를 증명하기만 하면 된다.
- {\displaystyle 0\in S}. 즉, 0은 이 성질을 만족시킨다.
- 만약 {\displaystyle n\in S}라면, {\displaystyle n+1\in S}. 즉, 어떤 자연수가 이 성질을 만족시키면, 뒤따르는 자연수도 이를 만족시킨다.

자연수의 집합 위의 초한 귀납법에 따르면, 다음 한 가지를 증명하는 것으로 대신할 수도 있다.
- 만약 {\displaystyle 0,1,2,\dotsc ,n-1\in S}라면, {\displaystyle n\in S}. 즉, 어떤 자연수보다 작은 자연수가 모두 이 성질을 만족시키면, 그 자연수 역시 이를 만족시킨다.

특히, {\displaystyle n=0}인 경우 이 조건이 뜻하는 바는 단순히 {\displaystyle 0\in S}인데, 이는 이 조건의 전제가 항상 참이기 때문이다.
자연수의 집합 위의 초한 재귀 정리에 따르면, 수열을 점화식을 통해 정의할 수 있다. 즉, 집합 {\displaystyle X}에서 값을 취하는 수열 {\displaystyle (x_{n})_{n=0}^{\infty }\subseteq X}은, 그 일반항을 통하지 않고서도, 다음과 같은 점화식을 줌으로써 정의할 수 있다.
{\displaystyle x_{n}=f(x_{0},x_{1},x_{2},\dotsc ,x_{n-1})}
여기서 {\displaystyle \textstyle f\colon \bigcup _{n=0}^{\infty }X^{n}\to X}는 {\displaystyle X}에서 값을 취하는 각 유한 수열에 {\displaystyle X}의 원소를 대응시키는 함수이다. 특히, 이 점화식에서 {\displaystyle n=0}인 경우, 이 점화식이 뜻하는 바는 공(空)수열 {\displaystyle ()}의 함숫값 {\displaystyle f()}을 첫항 {\displaystyle x_{0}}으로 정의하는 식 {\displaystyle x_{0}=f()}이다.

### 무한 강하법
자연수의 집합은 정렬 집합이다. 즉, 공집합이 아닌 자연수 부분 집합 {\displaystyle \varnothing \neq S\subseteq \mathbb {N} }은 항상 최소 원소 {\displaystyle \min S\in S}를 갖는다.
증명:
귀류법을 사용하여, {\displaystyle S}가 최소 원소를 갖지 않는다고 가정하자. 이제 {\displaystyle \mathbb {N} \setminus S=\mathbb {N} }임을 강한 수학적 귀납법을 통해 증명하자. 만약 {\displaystyle 0,1,2,\dotsc ,n-1\in \mathbb {N} \setminus S}라면, {\displaystyle n\in \mathbb {N} \setminus S}이다. 그렇지 않다면 {\displaystyle n=\min S}이므로 모순이기 때문이다. 따라서, {\displaystyle S=\varnothing }이며, 이는 모순이다.
자연수의 집합 위에서 무한 강하법이 성립한다. 즉, 자연수의 감소 무한 수열 {\displaystyle n_{0}>n_{1}>n_{2}>\cdots }는 존재하지 않는다. 이는 위에서 증명한 자연수의 정렬성을 통해 엄밀하게 증명할 수 있다. 즉, 만약 자연수의 감소 무한 수열이 존재한다면, 그 수열의 항들의 집합은 자연수의 부분 집합인데, 이는 공집합이 아니면서 최소 원소를 갖지도 않으므로 모순이다. 무한 강하법을 사용하여 다음과 같은 꼴의 명제를 증명할 수 있다.
- 성질 {\displaystyle S\subseteq \mathbb {N} }을 만족시키는 자연수 {\displaystyle n\in \mathbb {N} }은 존재하지 않는다.

이를 증명하려면 다음 한 가지를 증명하기만 하면 된다.
- 만약 {\displaystyle n\in S}라면, {\displaystyle n'\in S}인 자연수 {\displaystyle n'\in \{0,1,2,\dotsc ,n-1\}}가 존재한다.

### 집합론적 성질
자연수의 집합 {\displaystyle \mathbb {N} }은 무한 집합이다. 자연수의 집합의 크기를 알레프 0 {\displaystyle \aleph _{0}=|\mathbb {N} |}으로 정의하며, 이는 최소 무한 기수이다. 즉, 임의의 무한 집합 {\displaystyle S}에 대하여, {\displaystyle |S'|=\aleph _{0}}인 부분 집합 {\displaystyle S'\subseteq S}가 존재한다. 자연수의 집합과 크기가 같은 집합(=전단사 함수 {\displaystyle \mathbb {N} \to S}가 존재하는 집합 {\displaystyle S})을 가산 무한 집합이라고 한다. 예를 들어, 유리수의 집합 {\displaystyle \mathbb {Q} }는 가산 무한 집합이며, 실수의 집합 {\displaystyle \mathbb {R} }는 비(非)가산 무한 집합이다.

### 수론적 성질
자연수에 대한 곱셈식 {\displaystyle ab=c}이 성립할 때, {\displaystyle a,b}가 {\displaystyle c}의 약수라고 하며, 반대로 {\displaystyle c}를 {\displaystyle a,b}의 배수라고 한다. 0은 모든 자연수를 약수로 가지며, 0의 배수는 0뿐이다. 그러나, 양의 정수의 경우만을 생각하기도 한다. 항등식 {\displaystyle 1a=a}에 따라, 자연수는 항상 1과 자기 자신을 약수로 가지는데, 약수가 이들뿐인 자연수를 소수라고 하며, 그렇지 않은 자연수를 합성수라고 한다. 다만, 0과 1은 소수도 합성수도 아니라고 정의한다. 산술의 기본 정리에 따르면, 모든 합성수는 유한 개의 소수들의 곱으로 표현 가능하며, 이러한 표현은 소수들을 곱하는 순서를 무시하면 유일하다.

## 같이 보기
- 정수
- 소수